# Kereslet törvénye
A kereslet törvénye egy, a javak keresletére vonatkozó fontos megállapítás a mikroökonómiai fogyasztáselméletben. Lényege a következő: ha egy általunk fogyasztott jószág normál jószág, vagyis – minden más tényező változatlansága mellett – a jövedelmünk (m) emelkedésének hatására a belőle vásárolt mennyiség (xi) is növekszik, akkor bizonyos, hogy az árának (pi) emelkedésekor a belőle fogyasztott mennyiség csökkenni fog. Hasonlóképpen, az árcsökkenés normál javak esetén minden esetben keresletnövekedést eredményez.

## Bizonyítása
Ha az általunk vizsgált jószágnak létezik hicksi keresleti függvénye (hi) és marshalli keresleti függvénye (xi), és ezek a függvények differenciálhatók, akkor felírhatjuk a Slutsky-egyenlet deriváltalakját, a jószág saját árának megváltozását tekintve:
A bal oldalra {\displaystyle {\frac {\partial x_{i}}{\partial p_{i}}}}-t rendezve:
A hicksi keresleti függvény tulajdonságai közé tartozik, hogy a jobb oldalon található első kifejezés (amit az árváltozás helyettesítési hatásának is szokás nevezni) sosem pozitív, vagyis az árnövekedés mindig a hicksi kereslet csökkenésével (esetleg változatlanságával) jár, és fordítva. A jobb oldal második kifejezésében xi, vagyis a marshalli kereslet természetesen sosem negatív, de az {\displaystyle {\frac {\partial x_{i}}{\partial m}}} derivált is biztosan pozitív lesz, hiszen feltételeztük, hogy normál jószágról van szó, aminél a fogyasztott mennyiség változása a jövedelemváltozással azonos irányú. Így a kettő szorzata, vagyis a jobb oldalon található második kifejezés (az árváltozás jövedelmi hatása) sem lehet negatív. Ekkor viszont a jobb oldal mindenképpen negatív előjelű (vagy esetleg 0), következésképpen ugyanez mondható el az egyenlet bal oldalára.
Eljutottunk odáig, hogy megállapítottuk: {\displaystyle {\frac {\partial x_{i}}{\partial p_{i}}}\leq 0}. Ez viszont pontosan azt jelenti, hogy a fogyasztott mennyiség változása az árváltozáséval ellentétes előjelű. Vagyis beláttuk a kereslet törvényét.